# 马卡尔达哈
马卡尔达哈（Makardaha），是印度西孟加拉邦Haora县的一个城镇。总人口6730（2001年）。

## 人口
该地2001年总人口6730人，其中男性3426人，女性3304人；0—6岁人口594人，其中男329人，女265人；识字率78.74%，其中男性为82.02%，女性为75.33%。